# 오성 나들목
오성 나들목(Oseong IC)은 경기도 평택시 오성면 숙성리, 양교리에 걸쳐 설치된 평택파주고속도로의 1번 교차로이자 평택파주고속도로의 기점이다. 나들목 진출입로는 오성면 안화리, 교포리와 접하고 있으며, 오성면, 고덕면, 안중읍 등지로 진출할 수 있다. 건설 당시 가칭은 교포 나들목이었다.

## 연혁
- 2007년 10월 11일 : 나들목 신설을 위해 평택시 도시계획시설 교통광장에 오성면 안화리, 숙성리, 양교리, 교포리 일원을 교포 나들목으로 고시[2]
- 2009년 10월 29일 : 평택화성고속도로 개통과 함께 영업 개시[3]

## 구조물 정보
- 위치: 경기도 평택시 오성면 숙성리, 양교리

## 접속하는 도로
- 국도 제38호선 (서동대로)
- 국도 제43호선 (세종평택로)